# Khlong Rangsit

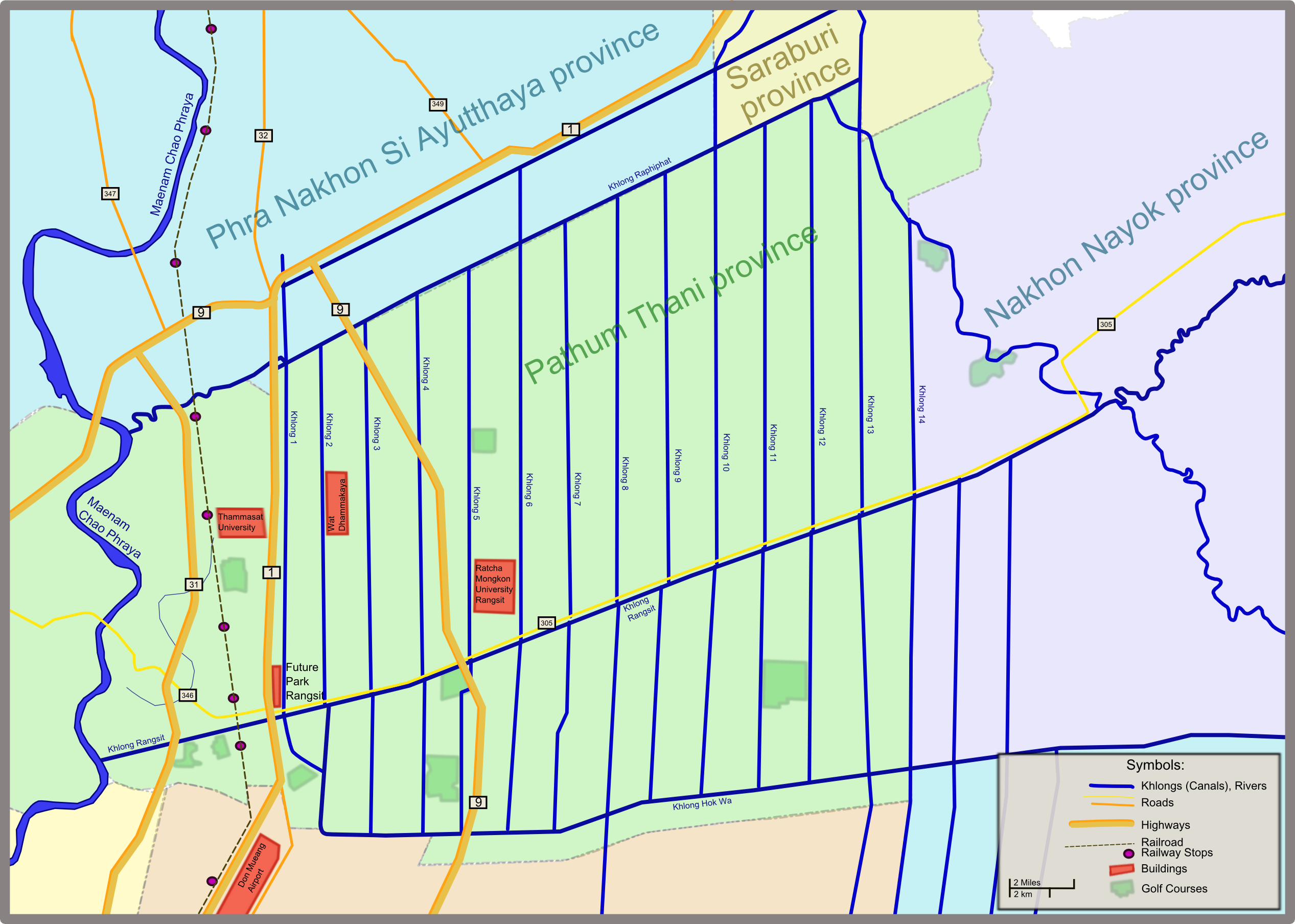
Übersichtskarte von Khlong Rangsit und Umgebung, Provinz Pathum Thani

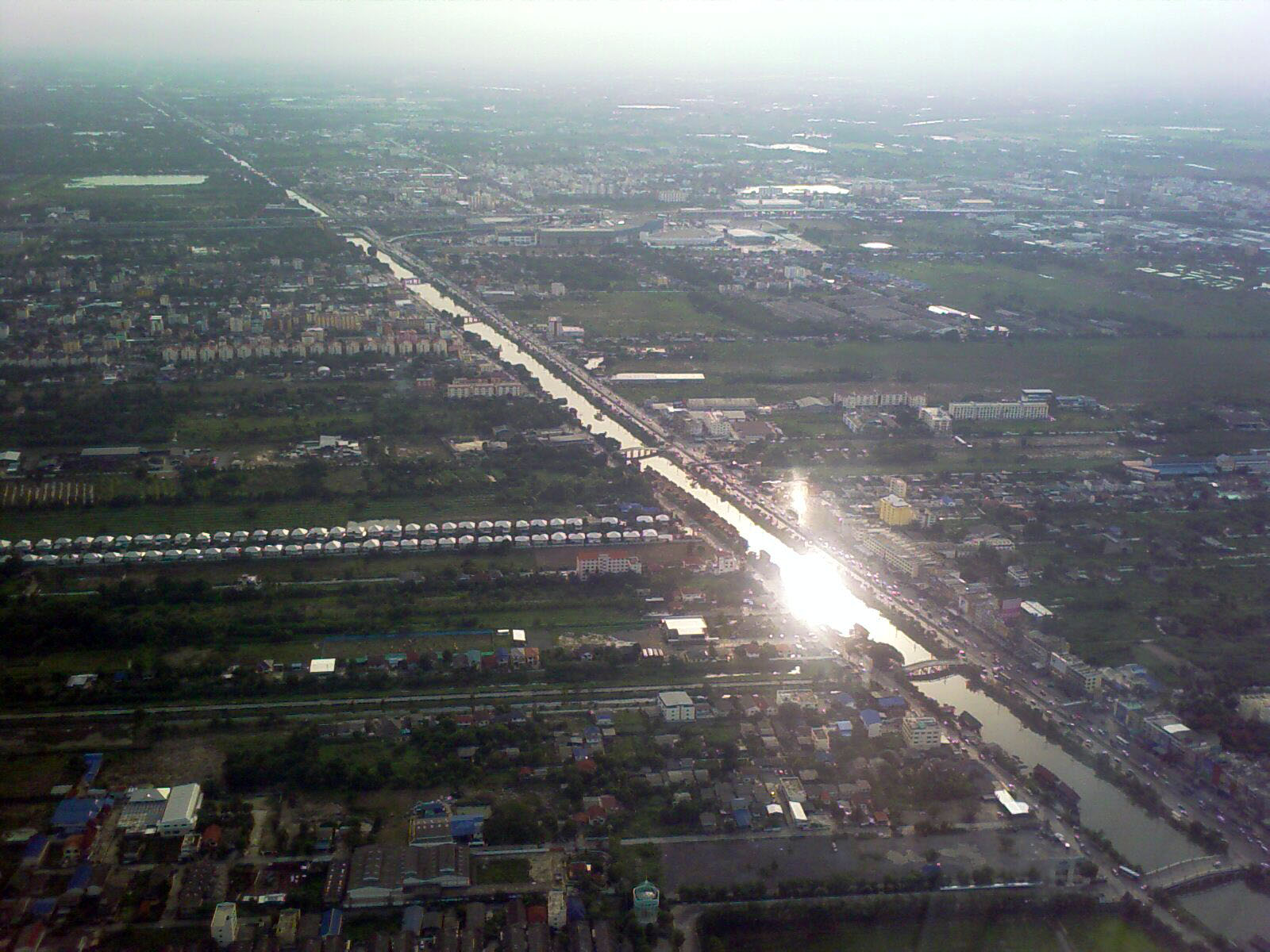
Blick auf den Rangsit Kanal

Khlong Rangsit (in Thai: คลองรังสิต) ist ein Kanal (Khlong) im östlichen Teil der Chao-Phraya-Ebene in Zentralthailand. Der volle Name des Kanals lautet Khlong Rangsit Prayunsak (คลองรังสิตประยูรศักดิ์). 

## Geschichte
Khlong Rangsit wurde 1890 von König Chulalongkorn (Rama V.) als erstes umfangreiches Projekt Siams zur Bewässerung ins Leben gerufen, um bisher brach liegendes Land des äußeren Chao-Phraya-Beckens für den Reisanbau zu nutzen. 
Da die Komplexität des Projekts westliche Technologie und Maschinenausstattung erforderte, wurde von der Regierung ein thailändisch-italienisches Joint Venture gegründet, die „Siam Land, Canals, and Irrigation Company“ (SLCIC). Der Gesellschaft wurde faktisch ein Monopol für den Bau von Kanälen und Erschließung von neuem Ackerland im ganzen Königreich für die nächsten 25 Jahre gewährt. Die Gesellschaft musste zwar die Baukosten aus eigenen Mitteln bestreiten, ihr wurde allerdings im Gegenzug das Recht zugebilligt, das Land, auf das sich das Projekt bezog, entweder weiterzuverkaufen oder selbst landwirtschaftlich zu nutzen.
Prinz Sai Sanitvongse wurde zum Präsidenten des Projekts ernannt.
Der grundlegende Entwurf war einfach gestaltet. Ein zwölf Meter breiter und drei Meter tiefer Hauptkanal, der Khlong Rangsit, wurde in West-Ost-Richtung gegraben. Er begann am Ost-Ufer des Chao Phraya in der Gemeinde (Tambon) Ban Mai des Landkreises (Amphoe) Khlong Luang in der Provinz (Changwat) Pathum Thani. Er führt weiter in östlicher Richtung durch die historisch Thung Luang genannte Gegend bis hin zum Amphoe Ongkharak der Provinz Nakhon Nayok, wo er nach 54,8 Kilometer in eine Serie von Kanälen mündete, die weiter bis zum Nakhon-Nayok-Fluss führten. 
Nördlich und südlich des Rangsit-Kanals wurden im rechten Winkel 42 Neben-Kanäle gegraben. Sie waren jeweils sechs bis zehn Meter breit und 1,5 bis 2,5 Meter tief. Die 13 längsten Neben-Kanäle führten im Abstand 2,5 Kilometer vom Khlong Rangsit nach Norden, wo sie in einen parallelen Kanal, den Khlong Raphiphat mündeten. 
Ein zweiter, ähnlicher Satz von Kanälen wurde ausgehend vom Khong Rangsit nach Süden zum Khlong Hok Wa geführt, der zwölf Kilometer südlich ebenfalls parallel zum Khlong Rangsit verlief. Khlong Hok Wa wurde nach Süden durch weitere Kanäle erweitert und Ost-West-Verbindungskanäle wurden zwischen einigen in Nord-Süd-Richtung verlaufenden Kanälen angelegt.
Die Ingenieure benutzten mechanische Schaufeln, die auf Schienenfahrzeugen oder auf Barken montiert waren. In schwierigen Umgebungen wurden chinesische Lohnarbeiter verpflichtet, so dass im Jahr 1900 etwa 80.000 Hektar bearbeitet worden waren. Zum Ende der Vertragslaufzeit konnten 200.000 bis 240.000 Hektar neues Ackerland gewonnen werden.
Ab 1900 mehrten sich die Bedenken der Regierung über dieses Projekt. Man war besorgt, dass die landwirtschaftliche Entwicklung des Landes einer privaten Gesellschaft unterlag. Dadurch, dass die Gesellschaft das Wasser der ganzen Umgebung durch Schleusentore kontrollierte, verweigerte sie den Bauern Wasser, die ihre Felder direkt südlich bestellten. Der größte Verdruss ergab sich aber aus der Tatsache, dass die Regierung nicht in der Lage war, Einfluss auf die Qualität der Bauten auszuüben. Viele Kanäle waren nämlich zu schmal für ihre Tiefe und verlandeten bereits langsam, die SLCIC weigerte sich, diese Kanäle erneut auszubaggern. Nachdem nur 835 Kilometer des Systems fertiggestellt waren, wurde die SLCIC informiert, dass die Provisions-Übereinkunft widerrufen worden war und die Regierung nach einer neuen Lösung suche, nach der sie größere Kontrolle ausüben könne. 
Im Juni 1902 wurde der holländische Wasserbau-Ingenieur Homan van der Heide vom soeben neu gegründeten Canal Department eingestellt, um sich des Bewässerungsproblems anzunehmen. Sein Vorschlag, den Chao Phraya durch den so genannten Chai-Nat-Damm aufzustauen, wurde als zu kostenintensiv abgelehnt. Auch eine Modifizierung von van der Heides Plan, den Mae Nam Pa Sak (Pa-Sak-Fluss) zu stauen, um so einen besseren Durchfluss der Rangsit-Kanäle zu erreichen, wurde erneut als zu teuer abgelehnt. Als 1909 Missernten und Überschwemmungen vermehrt auftraten, wurde van der Heide – angeblich wegen Inkompetenz – wieder entlassen. (Der Chai-Nat-Damm wurde im Rahmen des „Greater Chao Phraya Project“ nach van der Heides Plänen im Jahre 1957 doch noch gebaut.)
Im Jahr 1915 entwickelte der britische Ingenieur Thomas Ward einen weiteren Plan, einen Damm im Pa-Sak-Fluss zu bauen, der dem Rangsit-Gebiet Vorteile bringen sollte. Dieser Staudamm, zunächst „Pa-Sak-Damm“, später „Rama-VII-Damm“ genannt, wurde nach kriegsbedingten Einschränkungen allerdings erst im Jahr 1924 fertiggestellt.

## Weiterführende Literatur
- Han Ten Brummelhuis: King of the Waters. Homan van der Heide and the origin of modern irrigation in Siam. KITLV Press (Koninklijk Instituut voor Taal-, Land- en Volkenkunde), Leiden 2005, ISBN 90-6718-237-0 und Silkworm Books, Chiang Mai 2007, ISBN 9789749511-16-9

Koordinaten: 14° 1′ 9″ N, 100° 44′ 0″ O